# Joachim B. Schmidt

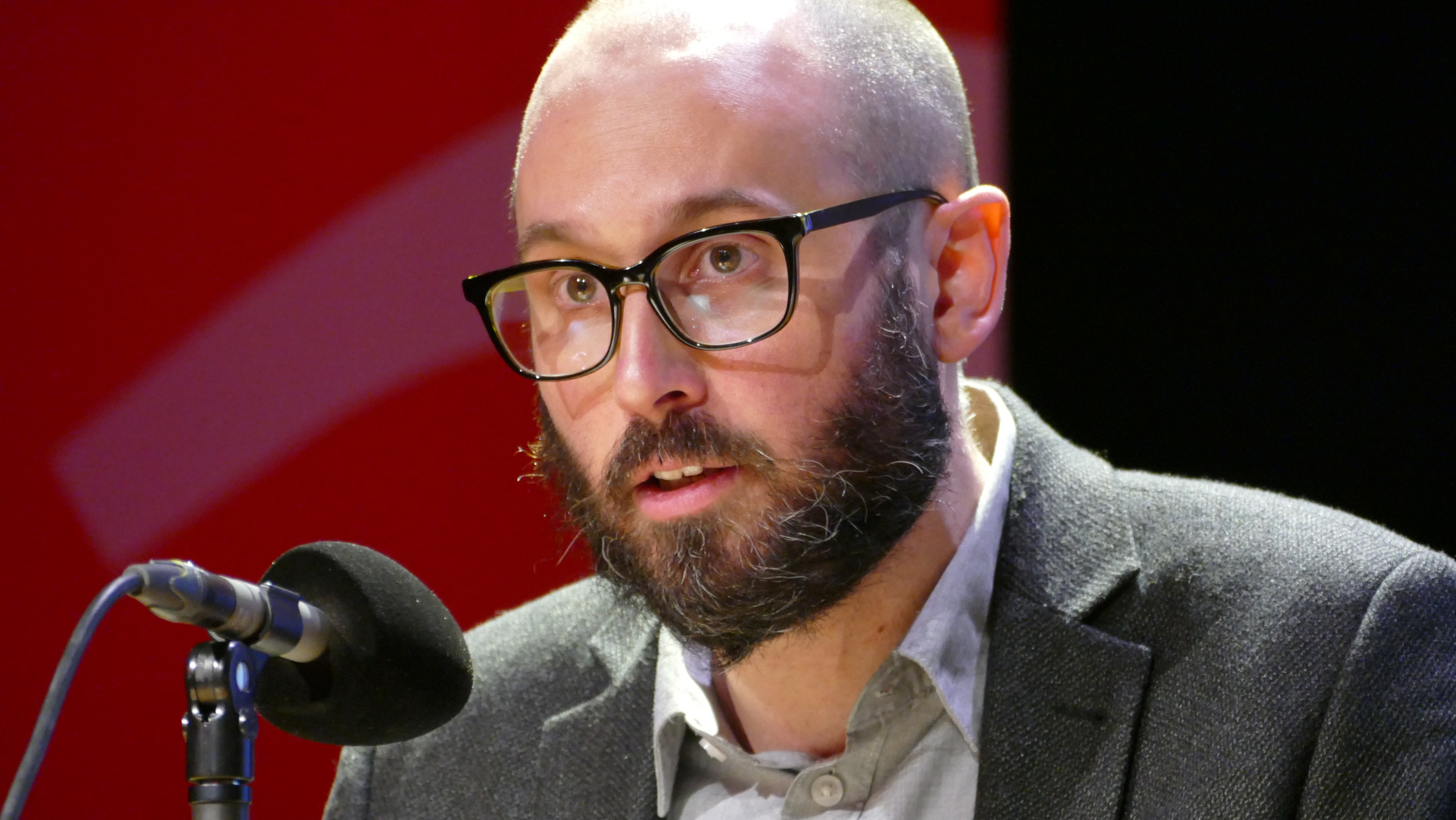
Joachim B. Schmidt

Joachim Beat Schmidt (* 1981 in Thusis) ist ein naturalisierter isländischer Journalist und Schriftsteller Schweizer Herkunft.

## Leben
Joachim Schmidt ist als Sohn eines Bauern am Heinzenberg in Cazis aufgewachsen und absolvierte zunächst eine Ausbildung zum diplomierten Hochbauzeichner.
Zum Schulabschluss schenkte ihm seine Patentante eine Reise in ein Land seiner Wahl in Europa. Er wählte Island, fuhr 1996 hin und war fasziniert. 2003 kehrte er als Tourist zurück, 2004 für ein ganzes Jahr, um herauszufinden, ob er den Winter dort aushielte. 2007 entschied er, Island zu seiner Wahlheimat zu machen und erwarb in der Folge die dortige Staatsangehörigkeit. Er arbeitete als Journalist, Knecht, Gärtner, Trockenmaurer, Kellner, Hilfskoch, Molkereiarbeiter und Rezeptionist.
Schmidt lebt und arbeitet in Reykjavík, Island.

## Werk
2010 gewann Schmid mit der Kurzgeschichte Stoffel wartet den Schreibwettbewerb «Grosse Sehnsucht Schreiben» von Blick am Abend und Thalia, an dem fast 3500 Personen teilnahmen. 2013 veröffentlichte er den Roman In Küstennähe. Schmidt wurde 2013 an die Solothurner Literaturtage eingeladen. 2014 erschien sein zweiter Roman Am Tisch sitzt ein Soldat, 2017 der dritte Roman Moosflüstern, 2020 der Roman Kalmann und 2022 Tell. Mit Kalmann und der schlafende Berg ließ Schmidt 2023 seinen isländischen Antihelden erneut ermitteln und gewann dafür 2024 den Glauser-Preis des Syndikates für den besten deutschsprachigen Kriminalroman.

## Auszeichnungen
- 1. Platz beim Schreibwettbewerb «Grosse Sehnsucht Schreiben», 2010, mit der Kurzgeschichte Stoffel wartet[4]
- 3. Platz beim Schreibwettbewerb von Schreibszene, 2011, mit der Kurzgeschichte Willkommen im Dschungel, Baby![9]
- 2019 Pro Helvetia Werkbeitrag
- 2016 UBS Förderbeitrag
- 2021 Crime Cologne Award für Kalmann
- 3. Platz beim Schweizer Krimipreis 2021 für Kalmann
- 2022 Lieblingsbuch des Deutschschweizer Buchhandels: Tell[10]
- 2023 Bündner Literaturpreis für Tell
- 2024 Glauser-Preis in der Kategorie „Roman“ für Kalmann und der schlafende Berg (Diogenes).

## Werkverzeichnis
- Stoffel wartet. In: Das ist also Sehnsucht. Anthologie. Landverlag, Langnau im Emmental 2011, ISBN 978-3-905980-01-1.
- In Küstennähe. Roman. Landverlag, Langnau 2013, ISBN 978-3-905980-13-4.
- Am Tisch sitzt ein Soldat. Roman. Landverlag, Langnau 2014, ISBN 978-3-905980-24-0.
- Moosflüstern. Roman. Landverlag, Langnau 2017, ISBN 978-3-905980-32-5.
- Kalmann. Roman. Diogenes, Zürich 2020, ISBN 978-3-257-07138-2.
- Tell. Roman. Diogenes, Zürich 2022, ISBN 978-3-257-07200-6.
- Kalmann und der schlafende Berg. Roman. Diogenes, Zürich 2023, ISBN 978-3-257-07266-2.
- Ósmann. Roman. Diogenes, Zürich, 2025, ISBN 978-3-257-07330-0.